# Balgau
Balgau es una comuna francesa, situada en el departamento de Alto Rin, en la región  de Alsacia.

## Demografía
| 408 | 421 | 486 | 543 | 629 | 708 |
| Para los censos de 1962 a 1999 la población legal corresponde a la población sin duplicidades (Fuente: INSEE [Consultar]) |     |     |     |     |     |

## Personajes célebres
- Marc Keller, futbolista, internacional en el equipo nacional de Francia.